# Brachyponera
Brachyponera (лат.) — род муравьёв (Formicidae) из подсемейства Ponerinae. Ранее в составе Pachycondyla. Известно около 20 видов. Род изначально распространен от Африки до Южной Азии и Австралии, причём большинство видов встречается в Юго-Восточной Азии. По крайней мере, два вида являются инвазивными в других частях мира. B. chinensis, наиболее изученный вид Brachyponera, был завезен в качестве экзотического муравья на юго-восток США и в Новую Зеландию. Другой инвазивный вид, B. sennaarensis, в последнее время регистрируется и   распространяется по Ближнему Востоку. 

## Распространение
Нативный ареал приходится на тропики Старого Света: Африка, южная и юго-восточная Азия, Австралия. Инвазивные виды завезены на юго-восток США, в Новую Зеландию и на Ближний Восток.

## Описание
Мелкого и среднего размера муравьи (длина которых от 3 до 7 мм), гнездящиеся в почве. Рабочих Brachyponera можно отличить от представителей других родов понерин по следующему сочетанию признаков: мандибулы обычно с базальной ямкой (рудиментарной у некоторых видов), маленькие глаза, расположенные вблизи прикреплений жвал, глубокая метанотальная бороздка, проподеум на возвышение ниже груди и обычно сильно сужен дорсально, проподеальные дыхальца маленькие и круглые, петиоль чешуйчатой формы, прора редуцирована и снаружи не видна, брюшко лишь с легкой опоясывающей перетяжкой, задние голени с двумя шпорами. Ни один из этих признаков не является аутапоморфным в группе Odontomachus, но эта комбинация признаков уникальна. Brachyponera можно спутать с видами Pseudoponera, но у Pseudoponera отсутствуют мандибулярные ямки, глубокая метанотальная бороздка и низкий подъём проподеума, как у Brachyponera.
Некоторые из видов Brachyponera выделяются среди всех Ponerinae: Brachyponera lutea демонстрирует самый высокий диморфизм размеров между рабочими и матками в подсемействе; Brachyponera sennaarensis одновременно и охотник, и пожиратель семян; Brachyponera chinensis и Brachyponera sennaarensis вторглись как инвазивные виды в страны и континенты, далекие от их первоначального ареала.
Рабочие Brachyponera являются одними из самых мелких в группе Odontomachus, но, как и большинство членов группы, являются одиночными эпигейными универсальными хищниками и падальщиками. Гнёзда обычно строят в почве или гнилой древесине (Brachyponera chinensis, Brachyponera croceicornis, Brachyponera lutea, Brachyponera luteipes, Brachyponera pilidorsalis). Brachyponera необычны среди понерин тем, что демонстрирует выраженный репродуктивный диморфизм между рабочими и матками, при этом рабочие полностью утратили свои репродуктивные органы, а матки имеют большое количество овариол (Ito & Ohkawara, 1994; Gotoh & Ito, 2008). Brachyponera также отличается наличием некоторых из единственных видов понерин, считающихся вредителями: B. chinensis и Br. sennaarensis, которые являются инвазивными и имеют потенциально опасные ужаления.

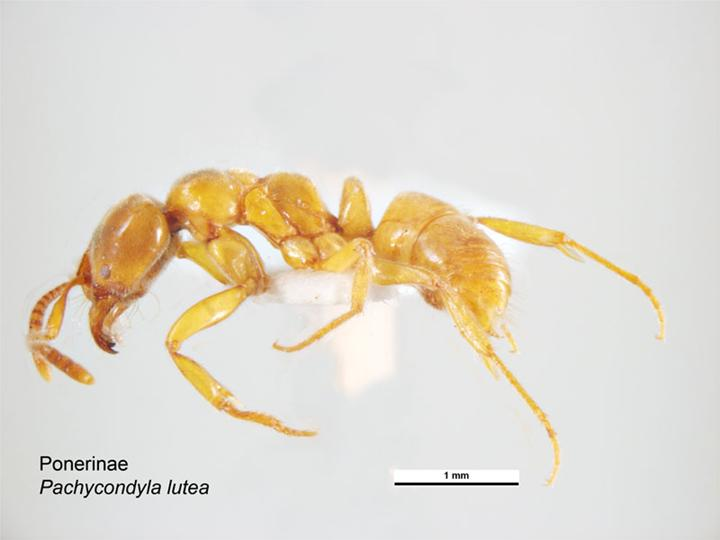
Br. lutea
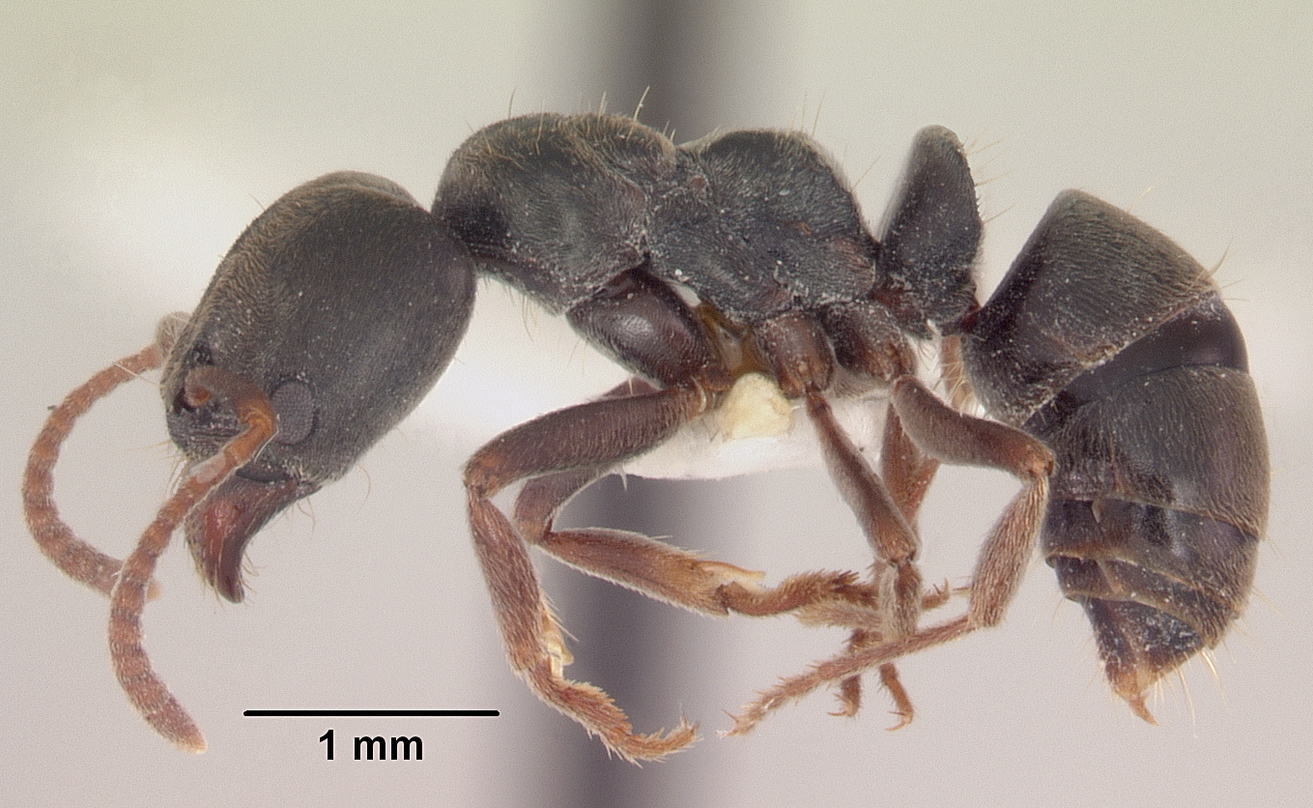
Br. sennaarensis
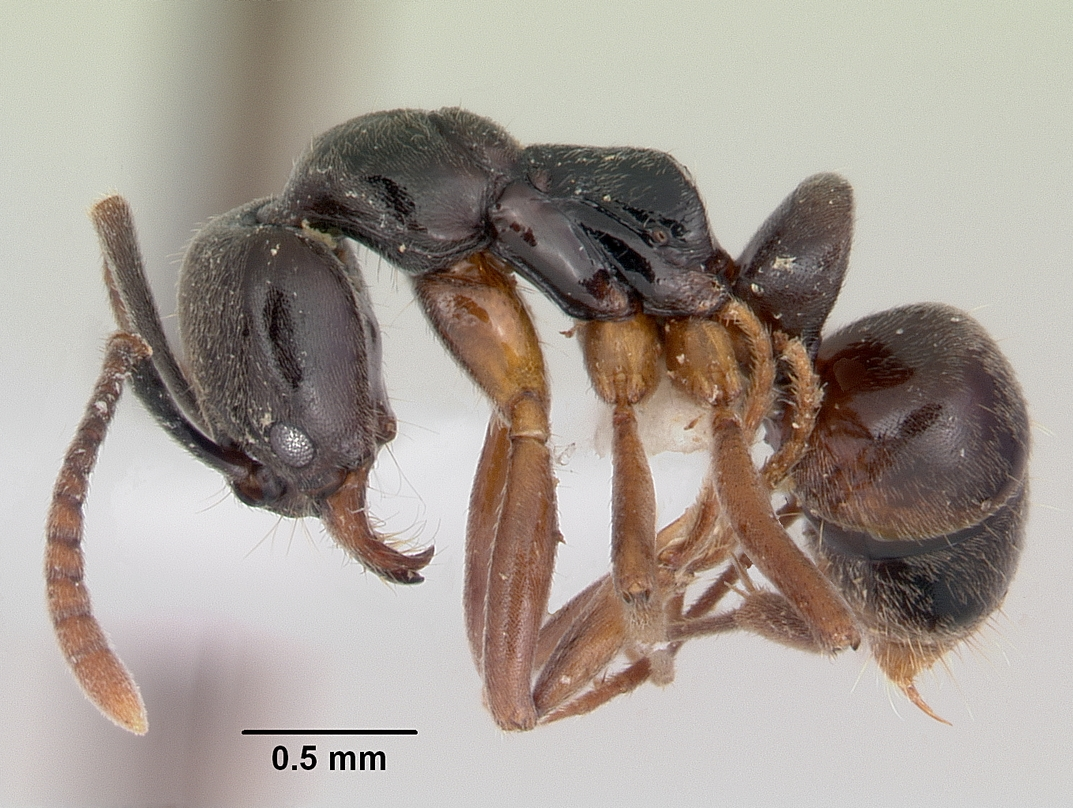
Br. chinensis

## Систематика
Известно около 20 видов. Род Brachyponera был впервые выделен итальянским мирмекологом Карлом Эмери в 1900 году в качестве подрода в составе Euponera. Затем рассматривался как отдельный род, но с 1981 года включался в состав большого полифилетического рода Pachycondyla, из которого был восстановлен в 2014 году. Вошёл в состав группы Odontomachus в кладу из Cryptopone, Euponera, Fisheropone, Brachyponera, Pseudoneoponera, Streblognathus.
Вид Brachyponera tianzun в 2025 году перенесён в состав рода Euponera как Euponera tianzun (Terayama, 2009).
- Brachyponera arcuata (Karavaiev, 1925)[8]
- Brachyponera atrata (Karavaiev, 1925)
- Brachyponera batak (Yamane, 2007)[9]
- Brachyponera brevidorsa Xu, 1994[10]
- Brachyponera candida Chen, Yu & Yi, 2025[7]
- Brachyponera chinensis (Emery, 1895)
- Brachyponera christmasi (Donisthorpe, 1935)
- Brachyponera croceicornis (Emery, 1900)
- Brachyponera flavipes (Yamane, 2007)[9]
- Brachyponera jerdonii (Forel, 1900)
- Brachyponera kumtongi Duanchay & Jaitrong, 2024[11]
- Brachyponera lutea (Mayr, 1862)
- Brachyponera luteipes (Mayr, 1862)
- Brachyponera mesoponeroides Radchenko, 1993[12] — с 2018 Hypoponera mesoponeroides[13]
- Brachyponera myops Chen, Yu & Yi, 2025[7]
- Brachyponera nakasujii (Yashiro, Matsuura, Guénard, Terayama & Dunn, 2010)[14]
- Brachyponera nigrita (Emery, 1895)
- Brachyponera obscurans (Walker, 1859)
- Brachyponera paraarcuata Chen, Yu & Yi, 2025[7]
- Brachyponera pilidorsalis (Yamane, 2007)[9]
- Brachyponera sennaarensis (Mayr, 1862)
- Brachyponera tianzun (Terayama, 2009)[15]
- Brachyponera troglomorpha Duanchay & Jaitrong, 2024[11]
- Brachyponera wallacei (Yamane, 2007)[9]
- Brachyponera xui Chen, Yu & Yi, 2025[7]